# Сульфамоїлгалогеніди
Сульфамоїлгалогеніди (рос. сульфогалогениды, [галогенангидриды сульфокислот], англ. sulfamoyl halogenides) — органічні сполуки, що містять електроноакцепторну сульфо-галогенідну групу R–SO2–Hlg. Серед них найважливішими є
сульфохлориди. Синонім — галогенангідриди сульфокислот.